# Sportsmen Acres
Sportsmen Acres – miasto w Stanach Zjednoczonych, w stanie Oklahoma, w hrabstwie Mayes.